# Collegio di Leicester South
Leicester South è un collegio elettorale inglese situato nel Leicestershire, nelle Midlands Orientali, e rappresentato alla Camera dei comuni del Parlamento del Regno Unito. Elegge un membro del parlamento con il sistema first-past-the-post, ossia maggioritario a turno unico; l'attuale parlamentare è Shockat Adam, eletto come Indipendente, che rappresenta il collegio dal 2024.

## Estensione

Leicester South dal 2010 al 2024

Il collegio è incentrato sulla parte meridionale di Leicester, e copre i quartieri di Stoneygate e Kinghton, le aree del centro con le comunità asiatiche, e alcune aree più povere come Saffron e Eyres Monsell. 
Dal 2010 al 2024 il collegio comprendeva i ward di Spinney Hills, Stoneygate, Knighton, Freemen, Aylestone, Eyres Monsell e virtualmente tutta Castle. Dal 2024 il ward di Aylestone venne trasferito a Leicester West.
Un'altra caratteristica demografica è la presenza di un gran numero di studenti che frequentano l'Università di Leicester e l'Università De Montfort, entrambe situate nel collegio.

## Membri del parlamento
| Elezione | Elezione                           | Deputato                 | Partito               |
| -------- | ---------------------------------- | ------------------------ | --------------------- |
|          | 1918                               | Thomas Andrew Blane      | Conservatore          |
| 1922     | William George Waterhouse Reynolds |                          | Conservatore          |
|          | 1923                               | Ronald Wilberforce Allen | Liberale              |
|          | 1924                               | Charles Waterhouse       | Conservatore          |
|          | 1945                               | Herbert Bowden           | Laburista             |
|          | 1950                               | Collegio abolito         | Collegio abolito      |
|          | Feb 1974                           | Collegio ri-istituito    | Collegio ri-istituito |
|          | Feb 1974                           | Tom Boardman             | Conservatore          |
|          | Ott 1974                           | Jim Marshall             | Laburista             |
|          | 1983                               | Derek Spencer            | Conservatore          |
|          | 1987                               | Jim Marshall             | Laburista             |
|          | 2004 (S)                           | Parmjit Singh Gill       | Liberal Democratici   |
|          | 2005                               | Peter Soulsby            | Laburista             |
|          | 2011 (S)                           | Jon Ashworth             | Laburista Co-Op       |
|          | 2024                               | Shockat Adam             | Indipendente          |

## Elezioni

### Elezioni negli anni 2020
| Partito                    | Partito                                                 | Candidato                  | Risultati 4 luglio 2024 | Risultati 4 luglio 2024 |
| Partito                    | Partito                                                 | Candidato                  | Voti                    | %                       |
| -------------------------- | ------------------------------------------------------- | -------------------------- | ----------------------- | ----------------------- |
|                            | Indipendente                                            | Shockat Adam               | 14 739                  | 35,22                   |
|                            | Laburista Co-Op                                         | Jonathan Ashworth          | 13 760                  | 32,88                   |
|                            | Conservatore                                            | Gerri Hickton              | 4 820                   | 11,52                   |
|                            | Verdi                                                   | Sharmen Rahman             | 3 826                   | 9,14                    |
|                            | Reform UK                                               | Craig Harwood              | 2 470                   | 5,90                    |
|                            | Lib Dem                                                 | Carol Weaver               | 1 425                   | 3,41                    |
|                            | Indipendente                                            | Osman Admani               | 339                     | 0,81                    |
|                            | Comunista                                               | Ann Green                  | 279                     | 0,67                    |
|                            | Monster Raving Loony                                    | Ezechiel Adlore            | 189                     | 0,45                    |
|                            |                                                         |                            |                         |                         |
| Iscritti                   | Iscritti                                                | Iscritti                   | 70 867                  | 100,00                  |
| ↳ Votanti (% su iscritti)  | ↳ Votanti (% su iscritti)                               | ↳ Votanti (% su iscritti)  | 41 847                  | 59,05                   |
| ↳ Astenuti (% su iscritti) | ↳ Astenuti (% su iscritti)                              | ↳ Astenuti (% su iscritti) | 29 020                  | 40,95                   |
|                            |                                                         |                            |                         |                         |
|                            | Esito: collegio passa da Laburista Co-Op a Indipendente |                            |                         |                         |

### Elezioni negli anni 2010
| Partito                    | Partito                                      | Candidato                  | Risultati 12 dicembre 2019 | Risultati 12 dicembre 2019 |
| Partito                    | Partito                                      | Candidato                  | Voti                       | %                          |
| -------------------------- | -------------------------------------------- | -------------------------- | -------------------------- | -------------------------- |
|                            | Laburista Co-Op                              | Jon Ashworth               | 33 606                     | 67,01                      |
|                            | Conservatore                                 | Natalie Neale              | 10 931                     | 21,80                      |
|                            | Lib Dem                                      | Chris Coghlan              | 2 754                      | 5,49                       |
|                            | Verdi                                        | Mags Lewis                 | 1 669                      | 3,33                       |
|                            | Brexit                                       | James Potter               | 1 187                      | 2,37                       |
|                            |                                              |                            |                            |                            |
| Iscritti                   | Iscritti                                     | Iscritti                   | 77 665                     | 100,00                     |
| ↳ Votanti (% su iscritti)  | ↳ Votanti (% su iscritti)                    | ↳ Votanti (% su iscritti)  | 50 147                     | 64,57                      |
| ↳ Astenuti (% su iscritti) | ↳ Astenuti (% su iscritti)                   | ↳ Astenuti (% su iscritti) | 27 518                     | 35,43                      |
|                            |                                              |                            |                            |                            |
|                            | Esito: collegio confermato a Laburista Co-Op |                            |                            |                            |

| Partito                    | Partito                                      | Candidato                  | Risultati 8 giugno 2017 | Risultati 8 giugno 2017 |
| Partito                    | Partito                                      | Candidato                  | Voti                    | %                       |
| -------------------------- | -------------------------------------------- | -------------------------- | ----------------------- | ----------------------- |
|                            | Laburista Co-Op                              | Jon Ashworth               | 37 157                  | 73,55                   |
|                            | Conservatore                                 | Meera Sonecha              | 10 896                  | 21,57                   |
|                            | Lib Dem                                      | Harrish Bishnauthsing      | 1 287                   | 2,55                    |
|                            | Verdi                                        | Mags Lewis                 | 1 177                   | 2,33                    |
|                            |                                              |                            |                         |                         |
| Iscritti                   | Iscritti                                     | Iscritti                   | 75 398                  | 100,00                  |
| ↳ Votanti (% su iscritti)  | ↳ Votanti (% su iscritti)                    | ↳ Votanti (% su iscritti)  | 50 517                  | 67,00                   |
| ↳ Astenuti (% su iscritti) | ↳ Astenuti (% su iscritti)                   | ↳ Astenuti (% su iscritti) | 24 881                  | 33,00                   |
|                            |                                              |                            |                         |                         |
|                            | Esito: collegio confermato a Laburista Co-Op |                            |                         |                         |

| Partito                    | Partito                                      | Candidato                  | Risultati 7 maggio 2015 | Risultati 7 maggio 2015 |
| Partito                    | Partito                                      | Candidato                  | Voti                    | %                       |
| -------------------------- | -------------------------------------------- | -------------------------- | ----------------------- | ----------------------- |
|                            | Laburista Co-Op                              | Jon Ashworth               | 27 493                  | 59,82                   |
|                            | Conservatore                                 | Leon Hadji-Nikolaou        | 9 628                   | 20,95                   |
|                            | UKIP                                         | Peter Stone                | 3 832                   | 8,34                    |
|                            | Verdi                                        | Gabriella Garcia           | 2 533                   | 5,51                    |
|                            | Lib Dem                                      | Anita Prabhakar            | 2 127                   | 4,63                    |
|                            | TUSC                                         | Andrew Walton              | 349                     | 0,76                    |
|                            |                                              |                            |                         |                         |
| Iscritti                   | Iscritti                                     | Iscritti                   | 73 539                  | 100,00                  |
| ↳ Votanti (% su iscritti)  | ↳ Votanti (% su iscritti)                    | ↳ Votanti (% su iscritti)  | 45 962                  | 62,50                   |
| ↳ Astenuti (% su iscritti) | ↳ Astenuti (% su iscritti)                   | ↳ Astenuti (% su iscritti) | 27 577                  | 37,50                   |
|                            |                                              |                            |                         |                         |
|                            | Esito: collegio confermato a Laburista Co-Op |                            |                         |                         |

| Partito                    | Partito                                      | Candidato                  | Risultati 5 maggio 2011 | Risultati 5 maggio 2011 |
| Partito                    | Partito                                      | Candidato                  | Voti                    | %                       |
| -------------------------- | -------------------------------------------- | -------------------------- | ----------------------- | ----------------------- |
|                            | Laburista Co-Op                              | Jon Ashworth               | 19 771                  | 57,84                   |
|                            | Lib Dem                                      | Zuffar Haq                 | 7 693                   | 22,51                   |
|                            | Conservatore                                 | Jane Hunt                  | 5 169                   | 15,12                   |
|                            | UKIP                                         | Abhijit Pandya             | 994                     | 2,91                    |
|                            | Monster Raving Loony                         | Howling Laud Hope          | 553                     | 1,62                    |
|                            |                                              |                            |                         |                         |
| Iscritti                   | Iscritti                                     | Iscritti                   | 75 955                  | 100,00                  |
| ↳ Votanti (% su iscritti)  | ↳ Votanti (% su iscritti)                    | ↳ Votanti (% su iscritti)  | 34 180                  | 45,00                   |
| ↳ Astenuti (% su iscritti) | ↳ Astenuti (% su iscritti)                   | ↳ Astenuti (% su iscritti) | 41 775                  | 55,00                   |
|                            |                                              |                            |                         |                         |
|                            | Esito: collegio confermato a Laburista Co-Op |                            |                         |                         |

| Partito                    | Partito                                | Candidato                  | Risultati 6 maggio 2010 | Risultati 6 maggio 2010 |
| Partito                    | Partito                                | Candidato                  | Voti                    | %                       |
| -------------------------- | -------------------------------------- | -------------------------- | ----------------------- | ----------------------- |
|                            | Laburista                              | Peter Soulsby              | 21 479                  | 45,58                   |
|                            | Lib Dem                                | Parmjit Singh Gill         | 12 671                  | 26,89                   |
|                            | Conservatore                           | Ross Grant                 | 10 066                  | 21,36                   |
|                            | BNP                                    | Adrian Waudby              | 1 418                   | 3,01                    |
|                            | Verdi                                  | Dave Dixey                 | 770                     | 1,63                    |
|                            | UKIP                                   | Christopher Lucas          | 720                     | 1,53                    |
|                            |                                        |                            |                         |                         |
| Iscritti                   | Iscritti                               | Iscritti                   | 77 126                  | 100,00                  |
| ↳ Votanti (% su iscritti)  | ↳ Votanti (% su iscritti)              | ↳ Votanti (% su iscritti)  | 47 124                  | 61,10                   |
| ↳ Astenuti (% su iscritti) | ↳ Astenuti (% su iscritti)             | ↳ Astenuti (% su iscritti) | 30 002                  | 38,90                   |
|                            |                                        |                            |                         |                         |
|                            | Esito: collegio confermato a Laburista |                            |                         |                         |

### Elezioni negli anni 2000
| Partito                    | Partito                                      | Candidato                  | Risultati 5 maggio 2005 | Risultati 5 maggio 2005 |
| Partito                    | Partito                                      | Candidato                  | Voti                    | %                       |
| -------------------------- | -------------------------------------------- | -------------------------- | ----------------------- | ----------------------- |
|                            | Laburista                                    | Peter Soulsby              | 16 688                  | 39,35                   |
|                            | Lib Dem                                      | Parmjit Singh Gill         | 12 971                  | 30,58                   |
|                            | Conservatore                                 | Martin McElwee             | 7 549                   | 17,80                   |
|                            | Respect                                      | Yvonne Ridley              | 2 720                   | 6,41                    |
|                            | Verdi                                        | Matthew Follett            | 1 379                   | 3,25                    |
|                            | Veritas                                      | Ken Roseblade              | 573                     | 1,35                    |
|                            | Laburista Socialista                         | Dave Roberts               | 315                     | 0,74                    |
|                            | Indipendente                                 | Paul Lord                  | 216                     | 0,51                    |
|                            |                                              |                            |                         |                         |
| Iscritti                   | Iscritti                                     | Iscritti                   | 72 250                  | 100,00                  |
| ↳ Votanti (% su iscritti)  | ↳ Votanti (% su iscritti)                    | ↳ Votanti (% su iscritti)  | 42 411                  | 58,70                   |
| ↳ Astenuti (% su iscritti) | ↳ Astenuti (% su iscritti)                   | ↳ Astenuti (% su iscritti) | 29 839                  | 41,30                   |
|                            |                                              |                            |                         |                         |
|                            | Esito: collegio passa da Lib Dem a Laburista |                            |                         |                         |

| Partito                    | Partito                                      | Candidato                  | Risultati 15 luglio 2004 | Risultati 15 luglio 2004 |
| Partito                    | Partito                                      | Candidato                  | Voti                     | %                        |
| -------------------------- | -------------------------------------------- | -------------------------- | ------------------------ | ------------------------ |
|                            | Lib Dem                                      | Parmjit Singh Gill         | 10 274                   | 34,93                    |
|                            | Laburista                                    | Peter Soulsby              | 8 620                    | 29,31                    |
|                            | Conservatore                                 | Chris Heaton-Harris        | 5 796                    | 19,71                    |
|                            | Respect                                      | Yvonne Ridley              | 3 724                    | 12,66                    |
|                            | Laburista Socialista                         | Dave Roberts               | 263                      | 0,89                     |
|                            | Monster Raving Loony                         | R. U. Seerius              | 226                      | 0,77                     |
|                            | Indipendente — Save Our Schools              | Pat Kennedy                | 204                      | 0,69                     |
|                            | Indipendente                                 | Paul Lord                  | 186                      | 0,63                     |
|                            | Indipendente (anti UE)                       | Mark Benson                | 55                       | 0,19                     |
|                            | Indipendente (yoga and meditation)           | Jitendra Bardwaj           | 36                       | 0,12                     |
|                            | Indipendente Conservatore                    | Alan Barrett               | 25                       | 0,09                     |
|                            |                                              |                            |                          |                          |
| Iscritti                   | Iscritti                                     | Iscritti                   | 70 687                   | 100,00                   |
| ↳ Votanti (% su iscritti)  | ↳ Votanti (% su iscritti)                    | ↳ Votanti (% su iscritti)  | 29 409                   | 41,60                    |
| ↳ Astenuti (% su iscritti) | ↳ Astenuti (% su iscritti)                   | ↳ Astenuti (% su iscritti) | 41 278                   | 58,40                    |
|                            |                                              |                            |                          |                          |
|                            | Esito: collegio passa da Laburista a Lib Dem |                            |                          |                          |

| Partito                    | Partito                                | Candidato                  | Risultati 7 giugno 2001 | Risultati 7 giugno 2001 |
| Partito                    | Partito                                | Candidato                  | Voti                    | %                       |
| -------------------------- | -------------------------------------- | -------------------------- | ----------------------- | ----------------------- |
|                            | Laburista                              | Jim Marshall               | 22 958                  | 54,48                   |
|                            | Conservatore                           | Richard Hoile              | 9 715                   | 23,05                   |
|                            | Lib Dem                                | Parmjit Singh Gill         | 7 243                   | 17,19                   |
|                            | Verdi                                  | Margaret Layton            | 1 217                   | 2,89                    |
|                            | Laburista Socialista                   | Arnie Gardner              | 676                     | 1,60                    |
|                            | UKIP                                   | Kirti Ladwa                | 330                     | 0,78                    |
|                            |                                        |                            |                         |                         |
| Iscritti                   | Iscritti                               | Iscritti                   | 72 653                  | 100,00                  |
| ↳ Votanti (% su iscritti)  | ↳ Votanti (% su iscritti)              | ↳ Votanti (% su iscritti)  | 42 139                  | 58,00                   |
| ↳ Astenuti (% su iscritti) | ↳ Astenuti (% su iscritti)             | ↳ Astenuti (% su iscritti) | 30 514                  | 42,00                   |
|                            |                                        |                            |                         |                         |
|                            | Esito: collegio confermato a Laburista |                            |                         |                         |

## Risultati dei referendum

### Referendum sulla permanenza del Regno Unito nell'Unione europea del 2016
|             | Collegio        | Lasciare UE % | Rimanere in UE % |
| ----------- | --------------- | ------------- | ---------------- |
|             | Leicester South | 42,5%         | 57,5%            |
|             | Inghilterra     | 53,3%         | 46,7%            |
| Regno Unito | 51,9%           | 48,1%         |                  |